# یواس‌اس پنساکولا (ای‌کی-۷)
یواس‌اس پنساکولا (ای‌کی-۷) (به انگلیسی: USS Pensacola (AK-7)) یک کشتی بود که طول آن ۳۵۴ فوت (۱۰۸ متر) بود. این کشتی در سال ۱۹۰۱ ساخته شد.